# Tegosa serpia
Tegosa serpia är en fjärilsart som beskrevs av Higgins 1981. Tegosa serpia ingår i släktet Tegosa och familjen praktfjärilar. Inga underarter finns listade i Catalogue of Life.